# Slither.io
Slither.io (укр. Повзти.io) — багатокористувацька онлайн-відеогра, що доступна для таких платформ як iOS, Android та веббраузерів, розроблена Стівом Гоузем. Гравці керують аватаром, що нагадує змію, яка споживає різнокольорові гранули, як від інших гравців, так і ті, що природним чином з'являються на карті у грі, щоб збільшуватися у своїх розмірах. Мета гри — виростити найдовшу змію на сервері. Slither.io за своєю концепцією схожа на популярну вебгру 2015 року Agar.io та нагадує класичну аркадну гру Змійка.
Гра стала популярною після того, як її просували кілька відомих діячів YouTube, таких як PewDiePie, і очолила App Store невдовзі після виходу. Браузерна версія Slither.io увійшла до списку 1,000 найбільш відвідуваних сайтів за версією Alexa у липні 2016 року, а версія для iOS посіла перше місце серед найбільш завантажуваних додатків в App Store. Мобільна версія гри для Android вийшла 27 березня 2016 року. Рецензенти схвально відгукнулися про гру, високо оцінивши її зовнішній вигляд і кастомізацію, але розкритикувавши її за низьку реіграбельність і високу ціну, яку користувачі повинні платити за видалення реклами.

## Ігровий процес
Мета гри полягає в тому, щоб керувати змією, також відомою як «ковзанці», навколо великої території та їсти гранули, перемагаючи та поглинаючи інших гравців, щоб набрати масу, щоб вирости найбільшою та найдовшою в грі.  Коли гравці потрапляють у віртуальний світ, їхній аватар залишається в постійному русі. Якщо голова змії гравця зіткнеться з іншим ковзанням, гравець помре. Тіло переможеного аватара перетворюється на яскраві, більші сяючі гранули, які інші гравці можуть споживати.   Ці гранули, що залишаються після «смерті» аватара, відповідатимуть кольору самого аватара, і вони яскравіші та більші, ніж «звичайні» гранули, які природним чином з’являються по всьому світу.  Звичайні гранули не дають такої маси, як гранули, випущені з інших змій. Пульти «Чейз» будуть з'являтися окремо в різних місцях світу; коли їх їдять, вони дають більшу масу, ніж гранули, які кидають інші змії. Гранули Chase уникають змій і тікають, коли вони наближаються. Гранули Chase можна отримати за допомогою бустерства. 
Натиснувши та утримуючи клавішу пробілу, стрілку вгору або ліву/праву кнопку миші або подвійне торкання сенсорного екрана на мобільному телефоні, гравець може використовувати їх посилення, що пришвидшує аватар.  Коли кнопку відпустити, або палець на сенсорному екрані на мобільному телефоні, змія припинить використовувати свій посилення. Коли гравець використовує свій буст, змія втрачає масу, в результаті чого розмір змії трохи зменшується, коли гравець продовжує посилювати. Маса, яка втрачається під час посилення, виглядає як лінія маленьких гранул там, де було використано посилення.  Втрачену масу можна відновити, споживаючи гранули. Подібно до кульок, які випадають із переможених аватарів, кульки посилення відповідають кольору аватара. Функція посилення корисна, щоб перехитрити та перемогти супротивників.  Поширена стратегія, яку використовують гравці, щоб перемогти опонентів, полягає в тому, щоб намотати ковзання гравця навколо меншого супротивника в петлю, доки супротивник, потрапивши в пастку затягуючої петлі, не врізається в гравця. 
На круглій ігровій дошці є межа, яка обмежує аватари. Якщо змія потрапляє на кордон, гравець автоматично гине, не перетворюючись на кульки. На кожному сервері у верхньому правому куті відображаються таблиці лідерів, які показують десять найкращих гравців зі зміями, які мають найбільшу масу серед усіх інших ковзань на всьому сервері. 

### Скіни
Існує 16 скінів за замовчуванням, кожен з яких різного суцільного кольору разом із кількома повторюваними візерунками.  Кольори вибираються випадковим чином, коли гравець приєднується до сервера.  Гравці можуть налаштувати зовнішній вигляд своєї змії, використовуючи власні скіни з унікальним дизайном, включаючи прапори різних країн, а також скіни з мотивами та кольорами, що представляють відомих користувачів YouTube, таких як Jacksepticeye, Jelly та PewDiePie .  Гравець також може створити власний скін за допомогою інструмента, відомого як «Build a Slither», який показує різні кольори, з яких можна зробити аватар, який можна помістити на хробака після клацання. Раніше, щоб розблокувати спеціальні скіни в режимі браузера, гравці були змушені ділитися грою в Twitter або Facebook за допомогою зовнішніх посилань на веб-сайті. До червня 2016 року можливість додавати скіни також була додана до версій для iOS та Android. 

## Розвиток
За словами творця гри Стівена Хоуза, на створення гри його надихнули, коли він відчував фінансові проблеми. Через ці фінансові проблеми йому довелося переїхати з Міннеаполіса до Мічигану, де він зрозумів популярність Agar.io.  Він давно хотів створити багатокористувацьку онлайн-гру, але єдиним варіантом для розробки на той момент був Adobe Flash, і, не бажаючи використовувати цей метод, на деякий час відмовився від цієї ідеї. Хоуз нарешті створив гру, коли зрозумів, що WebSocket, протокол з низькою затримкою, який підтримується більшістю основних браузерів, є достатнім і досить стабільним для запуску HTML-гри, подібної до інших ігор, таких як Agar.io.  Найскладнішою частиною розробки було зробити кожен сервер достатньо стабільним, щоб обслуговувати 600 гравців одночасно. Хоуз намагався знайти достатньо місця на серверах у регіонах, де був більший попит, і намагався уникати хмарних служб, таких як Amazon Web Services, через високу вартість цих послуг залежно від обсягу використаної пропускної здатності.  
Після шести місяців розробки 25 березня 2016 року Slither.io було випущено для браузерів і iOS із серверами, які підтримують до 500 гравців.   Через два дні після випуску версій для iOS/браузерів Lowtech Studios зробила доступною версію для Android .  Єдиний спосіб заробляти Howse — показувати рекламу в додатку після того, як хробак гравця помер; цю опцію можна видалити за 3,99 доларів США . Він вирішив не продавати віртуальну валюту чи бонуси, щоб ті, хто заплатив, не мали переваги перед гравцями, які цього не зробили.  Оскільки грошей на рекламу гри не було, єдиним способом реклами гри були різні «lets plays» гравців на YouTube, зокрема PewDiePie, який мав понад 47 мільйонів підписників на той час.   Успіх гри змусив Raw Thrills розробити аркадну версію через кілька років.  
Протягом кількох тижнів після релізу Хаус працював над оновленнями, щоб стабілізувати гру та забезпечити кращий досвід для гравців.   Крім того, він планує додати нові функції, такі як «дружній режим», який дозволяє людям створювати команди, і спосіб для гравця вибрати сервер для гри.  Хоуз сказав, що дві великі ігрові компанії звернулися до нього з проханням купити Slither.io . Він обдумав цю ідею, оскільки вважав, що підтримувати гру було напружено. 

## Рецепція
Незабаром після випуску Slither.io очолив чарти продажів App Store у категорії безкоштовного програмного забезпечення в кількох регіонах , включаючи Сполучені Штати  та Великобританію.  До кінця 2016 року Slither.io стала відеогрою року, яку Google шукав найбільше в Сполучених Штатах. 
Патрісія Ернандес з Kotaku сказала ' що популярність Slither.io пояснюється низькими бар’єрами для входу в гру та схожістю з Agar.io. Вона відзначила швидкий темп гри.  Boing Boing порівняв основну механіку гри з механікою гри Osmos 2009 року.  Брандт Ран, написавши для Business Insider, сказав, що «незважаючи на деякі технічні збої — час від часу гра може сильно відставати — я сумніваюся, що Slither.io найближчим часом залишить мій головний екран ».  Гаррі Слейтер, який писав для Pocket Gamer, визначив гру як «цікаву», ігровий процес як «нав’язливий досвід», а структуру як просту та схожу на Agar.io, хоча вона не мала великої цінності для повтору .  Феліція Вільямс ' TechCrunch високо оцінила дизайни, «приємно здивувавши» різноманітність скінів для налаштування.  Ліан Амаріс з Gamezebo визнала гру «набагато цікавішою, ніж Agar.io », оскільки в ній йшлося «постійно зростаюче мляве тіло, а не просто плоске коло», і похвалив «темне середовище з неоновими хробаками», що дало гра "ретро-аркада". Амаріс також порівняв концепцію Slither.io з концепцією Agar.io і заявив, що Slither.io нагадує класичну аркадну гру Snake. 
Незабаром після виходу мобільних версій гра опинилася на першому місці в рейтингу ігор App Store.   Незважаючи на ' Slither.io, він отримав неоднозначні відгуки. Скотті Роуленд з Android Guys похвалив ігровий процес і графіку, але розкритикував рекламу, яка з’являється на екрані після закінчення гри, назвавши її «надзвичайно дратівливою», і вважаючи плату за її видалення «дещо дорогою». 

### Популярність
Станом на липень 2016 року веб-сайт версії для браузера був визнаний Alexa 250-м найбільш відвідуваним сайтом у всьому світі, але потім відчув спад популярності, опустившись нижче 1000 до жовтня 2016 року, а потім залишився майже незмінним на рівні приблизно 1700 до січня 2017 року. У квітні 2017 року світовий рейтинг Slither.io почав далі падати, досягнувши 2800 до вересня 2017 '  До того ж періоду гру вже завантажили понад 68 мільйонів разів у мобільних додатках і зіграли понад 67 мільйон разів у браузерах, приносячи щоденний дохід у 100 000 доларів США для Howse.  